# 28614 Vejvoda
28614 Vejvoda este un asteroid din centura principală de asteroizi.

## Descriere
28614 Vejvoda este un asteroid din centura principală de asteroizi. A fost descoperit pe 25 martie 2000 la Observatorul Kleť par l'Observatorul Kleť. Asteroidul prezintă o orbită caracterizată de o semiaxă mare de 2,21 ua, o excentricitate de 0,16 și o înclinație de 3,0° în raport cu ecliptica.